# 菊池純
菊池 純（きくち じゅん 1973年12月22日 - ）は、埼玉県出身のプロゴルファー。東京  EUROZ GOLF所属

## 主な記録
- 2002年にサントリーオープンと全日空オープン(現・ANAオープントーナメント)で、ツアー史上初の2週連続ホールインワンを達成した。
いずれも大会2日目で16番ホール7番アイアンで直接カップインした。この2つのホールインワンで賞金400万円を獲得した。
- 2007年8月2日～5日にあったサン・クロレラクラシック（北海道・小樽CC）で鈴木亨との3ラウンドのプレーオフを制し33歳でツアー初優勝を果たした。

## 概要
- 中学生までは野球選手であった。
- 山田義剛に師事、高校卒業後、研修生となり1995年にプロに転向。
- 得意なクラブはドライバーとアイアン。
- 家族思いであり優勝インタビューの際に「今度優勝した時は子供を抱いて表彰されたい」とコメントしていた。